# Hrvatska bunjevačko-šokačka stranka
Hrvatska bunjevačko-šokačka stranka (kratica: HBŠS) je politička stranka vojvođanskih Hrvata.
Osnovana je 20. lipnja 2004. u Subotici., gdje joj je i sjedište.

Stranka je nastala kao posljedica drugih većih razmomilaiženja u radu DSHV-ovog čelništva. 

Ovo nepomirljivo stajalište se iskazalo u pojavi treće po redu hrvatske stranke u Vojvodini i Srbiji, Hrvatske bunjevačko-šokačke stranke.
Stranka je za svoj osnovni cilj postavila ujedinjenje svih Hrvata na prostorima Vojvodine i Srbije.

## Inicijative
HBŠS je skrenula svojevremeno pozornost na sebe i pločom s porukom ispred stranačkih prostorija: "Tražimo ista prava kao Srbi u Hrvatskoj". Ta poruka je bila upućena srbijanskoj skupštini, jer je "za manjinske zajednice donijela neprihvatljiv Zakon o lokalnim, pokrajinskim i republičkim izborima".
Krajem lipnja 2008. je HBŠS najavila pokretanje inicijative za podizanjem spomen-obilježje ubijenim zastupnicima HSS-a, Stjepanu Radiću, dr. Đuri Basaričeku i Pavlu Radiću, ispred Skupštine Republike Srbije ili na nekom drugom prikladnome mjestu u Beogradu. Stav je stranke da bi se "ovim djelom srpski narod iz kojeg potječe i sam atentator pokazao poštovanje i suosjećanje prema pitanju koje se do sada nije smjelo ili nije htjelo potencirati". Sami svoj zahtjev smatraju za "veliki ispit za sve demokratske snage sa ovih prostora a ujedno dobit ćemo i odgovor koliko je poštovanje i praktično zaživjelo".

## Izborni rezultati i povijest
Za razliku od ostalih hrvatskih stranaka, DSHV-a i Hrvatskog narodnog saveza, HBŠS nije polučila uspjehe na izborima (stanje 9. studenoga 2007.), tako da je uglavnom djelovala preko priopćenja. 
Predsjednik HBŠS-a Blaško Temunović je bio žrtvom šovinističkog izgreda, 18. lipnja 2007., kada je u Subotici usred dana pretučen bejzbolskom palicom i metalnom šipkom, uz psovanje "ustaške majke".
Za predsjedničke izbore u Srbiji 2008., HBŠS je najavila potporu najmlađem predsjedničkom   kandidatu, Čedomiru Jovanoviću iz Liberalno demokratske stranke.
- izbori u Srbiji u svibnju 2008.

Na izvanrednim izborima 11. svibnja, HBŠS je odlučila izaći samo na lokalnim izborima u Subotici, podosta oklijevajući s prikupljanjem potpisa za izbornu listu, smatrajući da su izborni zakoni diskriminirajući spram malih stranaka nacionalnih manjina.

## Vanjske poveznice
- Radio-Subotica Kronologija formiranja jedne partije, 21. srpnja 2007.
- Hrvatska bunjevačko-šokačka stranka  Arhivirana inačica izvorne stranice od 27. travnja 2011. (Wayback Machine)